# Obszar ochrony ścisłej Świetlista Dąbrowa na Wysoczyźnie
Obszar ochrony ścisłej Świetlista Dąbrowa na Wysoczyźnie – obszar ochrony ścisłej znajdujący się na terenie Wielkopolskiego Parku Narodowego, w pobliżu Jarosławca, przy Grajzerówce. Powierzchnia obszaru wynosi 5,19 ha.
Przedmiotem ochrony jest obszar leśny – świetlista dąbrowa na stokach rynny polodowcowej, stopniowo przekształcająca się w grąd. Występuje tu znaczne bogactwo flory w runie leśnym – rosną m.in. wyka kaszubska, groszek czerniejący, ciemiężyk białokwiatowy, kłosownica pierzasta, kokoryczka wonna, konwalia majowa i lilia złotogłów.
W pobliżu stoi Głaz Leśników oraz przebiega szlak turystyczny  czerwony z Puszczykówka do Osowej Góry oraz  żółty z Puszczykowa do Puszczykówka. Przy Grajzerówce (Głazie Leśników) istnieje parking.